# Garaioa
Garaioa – gmina w Hiszpanii, w Nawarze, o powierzchni 21,26 km². W 2011 roku gmina liczyła 104 mieszkańców.